# Bình Lư
Bình Lư là xã thuộc huyện Tam Đường, tỉnh Lai Châu, Việt Nam.

## Địa giới hành chính
Đông giáp xã Sơn Bình, huyện Tam Đường; Tây giáp xã Bản Hon, thị trấn Tam Đường và xã Hồ Thầu, huyện Tam Đường; Nam giáp các xã Nà Tăm và Khun Há, huyện Tam Đường; Bắc giáp tỉnh Lào Cai.

## Lịch sử hành chính
Tháng 1 năm 2002, xã Bình Lư chuyển từ huyện Phong Thổ về huyện Tam Đường mới thành lập.
Tháng 11 năm 2003, Quốc hội ra Nghị quyết trong đó chia tỉnh Lai Châu thành tỉnh Lai Châu (mới) và tỉnh Điện Biên; huyện Tam Đường thuộc tỉnh Lai Châu mới.
Tháng 10 năm 2004, 2.300 ha diện tích tự nhiên và 4.456 người của xã Bình Lư được tách ra để thành lập thị trấn Tam Đường. Xã Bình Lư còn lại 14.839 ha diện tích tự nhiên và 6.208 người.
Năm 2006, một phần diện tích và dân số, bao gồm 10.936,6 ha diện tích tự nhiên và 2.292 người của xã Bình Lư được tách ra để thành lập xã Sơn Bình.